# Denkmal für die Gefallenen der Region Lješanska Nahija

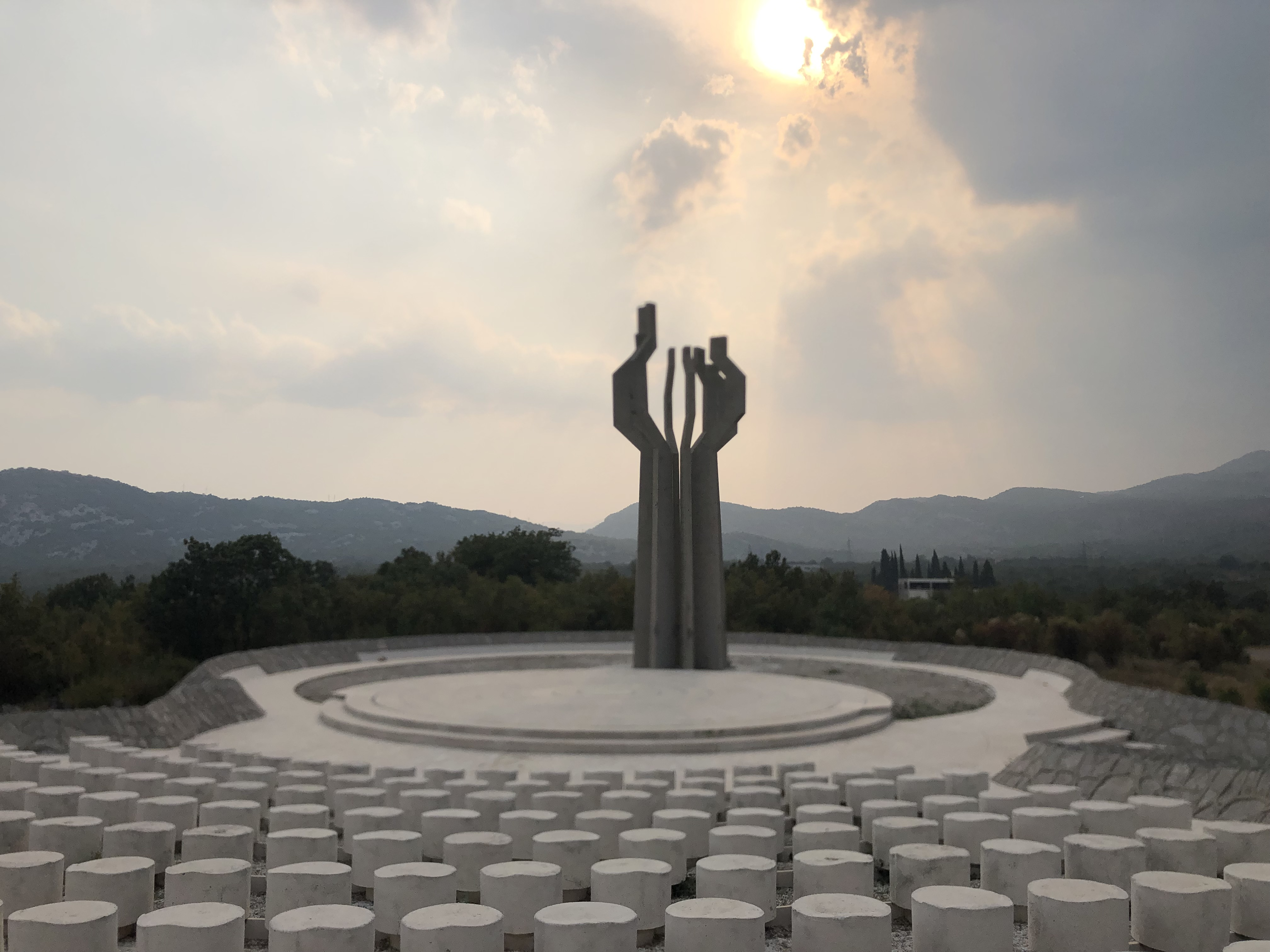
Denkmal in Barutana, Lješanska nahija

Das Denkmal für die Gefallenen der Region Lješanska Nahija (montenegrinisch Споменик палим борцима Љешанске нахије на Барутани Spomenik palim borcima Lješanske Nahije) ist ein sogenannter Spomenik Revolucije in Barutana in der Region Lješanska Nahija in Montenegro. Es ist den Gefallenen der Revolution des ehemaligen Jugoslawiens gewidmet.

## Vorgeschichte
Im Ersten Balkankrieg (1912–1913) kämpften Montenegro, Serbien, Bulgarien und Griechenland gegen das Osmanische Reich mit dem Ziel, sich von dessen Herrschaft zu befreien. Nach dem militärischen Erfolg führten umstrittene Grenzziehungen in der Region zu weiteren Spannungen unter den beteiligten Staaten, insbesondere im Gebiet des heutigen Nordmazedonien. Infolge dieser Konflikte verloren rund 115 Menschen aus der Lješanska Nahija ihr Leben.
Auch in den beiden Weltkriegen waren die Menschen der Region stark betroffen. Mehrere hundert Menschen der Lješanska Nahija kamen ums Leben.

## Bau
Das Denkmal ist ein Werk der Architektin Svetlana Kana Radević. Es zählt zu ihren bekanntesten Werken.
Im Jahr 1975, dreißig Jahre nach Ende des Zweiten Weltkrieges, gab es einen Wettbewerb für den Entwurf des Denkmals in Barutana. Der Wettbewerb war zwar offen für alle, dennoch wurden einige bekannte Persönlichkeiten zur Teilnahme eingeladen. Unter ihnen waren Svetlana Kana Radević und Slobodan Bobo Slovinić (* 1943). Da sich Svetlana Kana Radević zu diesem Zeitpunkt in Amerika befand, schickte sie ihren Entwurf per Post. Ihr Entwurf ging auf dem Postweg verloren, und Slobodan Bobo Slovinić wurde als Gewinner des Wettbewerbs in Betracht gezogen. Als ihr Entwurf mit dem Namen „Flowers“ doch noch gefunden wurde, entschied sich die Jury für ihr Werk, und sie gewann den Wettbewerb.
Von 1975 bis 1980 arbeitete Svetlana Kana Radević an dem Denkmal. Die Bewohnerinnen und Bewohner der Lješanska Nahija zeigten Solidarität und halfen beim Bau des Denkmals mit. Einige erbrachten körperliche Arbeit, während sich andere finanziell beteiligten. Das Denkmal vertritt laut der Architektin die Idee der Brüderlichkeit und Gemeinschaft und soll Werte der Region widerspiegeln. Das Denkmal wurde 1980 zur 35. Feier des Sieges über den Faschismus enthüllt.

## Gestaltung
Das Denkmal befindet sich auf einem Hügel in der Nähe der Stadt. Es ist weitläufig wie ein Amphitheater auf einem Hügel angelegt, mit einem ovalen Zentrum, der eigentlichen Skulptur, mit Sitzblöcken aus Beton, sowie drei weiteren kreisrunden Plätzen mit Gruppierungen von Stelen und mit Tafeln, auf denen die Namen der Gefallenen eingetragen sind. Das Denkmal selbst ist zwölf Meter hoch, besteht aus Beton und Stein und setzt sich zusammen aus sechs gleichaussehenden Elementen. Die Arena selbst wird für kulturelle Veranstaltungen, Musik-Events u. a. genutzt.